# Immortals (電子競技)
Immortals是一支以加利福尼亞州洛杉磯為根據地的美國電子競技隊伍，創立於2015年10月7日，目前分部有《部落衝突：皇室戰爭》和《英雄聯盟》，並曾涉足至《傳說對決》、《絕對武力：全球攻勢》、《Dota 2》、《鬥陣特攻》、《虹彩六號：圍攻行動》、《任天堂明星大亂鬥》和《虚荣》。
Immortals在2017年買入Team 8擁有的英雄聯盟冠軍聯賽（NA LCS）席位，正式加入《英雄聯盟》的戰隊行列，並在同年以北美第二種子的身份參加英雄聯盟2017賽季世界大賽，但後來因為財務關係退出LCS。2019年中，Immortals的母公司Immortals Gaming Club收購OpTic Gaming的LCS席位，使前者得以重返《英雄聯盟》電競賽事。

## 所有者
Immortals由電子競技和遊戲公司Immortals Gaming Club擁有，其旗下的電競隊伍還有OpTic Gaming、MiBR和洛杉矶英勇。資助該Gaming Club的人或團體包括安舒茨娛樂集團、獅門互動的總裁彼得·萊文（Peter Levin）、Machinima公司前主席艾倫·德貝維斯（Allen Debevoise）、孟菲斯灰熊和斯旺西城足球俱樂部的共同擁有者斯蒂芬·卡普蘭、企業家布萊恩·李等。

## 《英雄聯盟》
2015年10月7日，Team 8（T8）宣佈其英雄聯盟冠軍聯賽（NA LCS）席位已被一個名叫Immortals的新電競戰隊買下。一星期後，原為T8的輔助Dodo正式退役並轉任Immortals的戰隊經理。同年12月8日，戰隊公佈選手名單，分別是上路「Huni」、打野「Reignover」、中路「Pobelter」、AD「WildTurtle」和輔助「Adrian」。在這五名選手中，只有Pobelter保留在2017年的名單中。2016年12月7日，「Dardoch」與Immortals簽訂為期三年的合約，成為隊伍的首發打野。上路「Flame」和AD「Cody Sun」在12月9日加入。輔助「Olleh」則在4天後加盟。在該年的春季賽中，他們在常規賽僅獲第七名，無緣季後賽，但夏季賽常規賽中卻以第二名作結並一路長驅直進至冠軍賽，惜最終以1-3敗給Team SoloMid。儘管如此，Immortals仍以第二種子的身份代表北美參加英雄聯盟2017賽季世界大賽。
在2017年世界賽中，Immortals被分配到B組，同組的還有EU LCS的Fnatic（FNC）、LCK的Longzhu Gaming（LZ）和VCS的GIGABYTE Marines（GAM）。他們最終在加上加賽的情況下獲得兩勝五敗，與GAM並列第三，未能晉級至淘汰賽。回到美國後，Riot公佈NA LCS將聯盟化，而Immortals因未符合財務最低要求而被逼於同年11月20日解散。
2019年6月，Immortals宣佈在其母公司Immortals Gaming Club收購OpTic Gaming及其LCS位置後重返LCS。

### 系列賽成績
- 1st — 2016年NA LCS春季賽常規賽
- 3rd — 2016年NA LCS春季賽季後賽
- 2nd — 2016年NA LCS夏季賽常規賽
- 3rd — 2016年NA LCS夏季賽季後賽
- 7th — 2017年NA LCS春季賽常規賽
- 2nd — 2017年NA LCS夏季賽常規賽
- 2nd — 2017年NA LCS夏季賽季後賽

## 《絕對武力：全球攻勢》
Immortals在2016年6月1日收購Tempo Storm的CS:GO陣容，唯一作出的改動為在同年7月22日，前SK Gaming的教練「zews」威爾頓·布拉多（Wilton Prado）取代了「SHOOWTiME」古斯塔沃·岡薩爾維斯（Gustavo Gonçalves） 。2016年6月21日，Immortals在2016年DreamHack夏季賽的決賽中以2-0擊敗Ninjas in Pyjamas奪冠。在2016年CyberPowerPC夏季賽中，Immortals在半決賽敗給Cloud9，取得第3-4名。他們之後在同年9月4日的Northern Arena的決賽上戰勝Cloud9，報了上次的一箭之仇。經過令人失望的第4季ESL Pro League決賽後，Immortals把「zews」下放冷板凳，換上其前隊友「steel」盧卡斯·洛佩斯（Lucas Lopes）。
2018年1月27日，經過與前MiBR首席執行官保羅·維爾洛索（Paulo Velloso）進行數個月的談判後，Immortals正式更改名MiBR，而前者則正式退出《絕對武力：全球攻勢》電競舞台。

### 戰隊成績
- 1st — 2016年DreamHack夏季賽（英语：DreamHack Summer 2016）[18]
- 3rd-4th — 2016年CyberPowerPC夏季賽[19]
- 1st — Northern Arena[20]
- 2nd — 2017年PGL克拉科夫大獎賽（英语：PGL 2017 Kraków Major Championship）
- 2nd — 2017年DreamHack蒙特婁站[24]

## 《任天堂明星大亂鬥》和《Dota 2》
2016年9月13日，Immortals通過與《任天堂明星大亂鬥X》和《任天堂明星大亂鬥3DS/Wii U》職業選手「ANTi」傑森·貝茨（Jason Bates）簽約，正式踏入《任天堂明星大亂鬥》電競行列。三個月後，他們再從Winterfox簽下《任天堂明星大亂鬥DX》玩家「Shroomed」達胡安·麥克丹尼爾（DaJuan McDaniel）。
2071年9月13日，Immortals收購前身為MVP Phoenix，以北美為根據地的《Dota 2》韓國戰隊Team Phoenix。2018年9月7日，Immortals宣佈關閉旗下的《Dota 2》分部。

## 《鬥陣特攻》
2017年7月12日，《鬥陣特攻》開發商動視暴雪宣佈經過近一年的協商後，Immortals的CEO諾亞·溫斯頓（Noah Whinston）已以約2000萬美元的價格收購守望先锋联赛洛杉磯戰隊特許經營權。溫斯頓在一次採訪中表示：「對我們來說，【我們加入鬥陣特攻職業電競聯賽的理由】關鍵在於本地化方面 — 能夠擁有一個我們可以與粉絲群作更深層次聯繫的戰隊所在地，是一件以目前的模式來說我們真正能做到的事情」，他同時說：「本地化、收益共享以及遊戲的穩定性和未來前景，這些全部都是在我們決定之前要考慮的重要因素」。
2017年10月23日，Immortals公佈新戰隊的名稱為洛杉矶英勇（Los Angeles Valiant）。隊伍之後在同年10月30日至11月2日的一系列Twitter推文中透露他們的陣容名單，包括4個輸出、4個坦克和3個輔助。

## 外部連結
- 官方网站